# Баски
Баски или Баскијци, на баскијском Еускали (баск. euskaldunak, шп. vascos, фр. basques), народ су који живи на западним Пиринејима и обали Бискајског залива. Потомци су древног иберијског племена Васкона. Баска укупно има око 3 милиона, од чега око 2.359.400 у Шпанији (већином у аутономној покрајини Баскији), а око 230.200 у Француској. Говоре баскијским језиком, који није сродан другим језицима. Сваки четврти Баск разуме баскијски језик. Баски су староседеоци Пиринејског полуострва.
Баскијских заједница има у Средњој и Јужној Америци, где су се преселиле у 18. веку. Основа баскијског етничког идентитета је баскијски језик (баск. euskara). То је једини неиндоевропски језик у западној Европи, а порекло језика није потпуно објашњено.
Претпоставља се да су Баски остатак неиндоевропског народа, који је можда дошао са Кавказа и који се после измешао са досељеним Индоевропљанима. У новије време, лингвистика и етимологија покушавају да пронађу сличности између Баска и кавкаских народа. На пример, Иберија је древни назив и за Иберијско полуострво, али и за територију данашње Грузије. Верује се да је Баскија била климатски повољно уточиште палеолитског човека за време последњег леденог доба.
Највећи баскијски град је Билбао, а остали већи градови су Сан Себастијан (на баскијском Доностија) и Виторија (на баскијском Гастеиз).

## Ендоними
Баски себе називају Euskaldunak, а у једнини Euskaldun. Реч је настала од речи euskara (баскијски језик) и наставка -dun, што значи онај који има (или онај који говори), тако да термин Euskaldunak значи онај који говори баскијски. Слична реч Euskotar означава становника Баскије без обзира који језик говори.

## Језик
Баски говоре баскијским језиком који није сродан другим језицима, и сврстан је у језичке изолате. Данас има око 2,3 милиона људи који се служе баскијским језиком. Баски се служе латиницом. Баскијски и етрурски језик су једини језички изолати у Европи.
Према неким мишљењима, баскијски језик је сродан језицима јужног Кавказа (и то нарочито грузинском), док према другим мишљењима, баскијски језик води порекло од старог иберијског језика којим се говорило на подручју Пиринејског полуострва, а верује се да је иберијски језик са подручја северне Африке. Баскијским језиком се служи свега 28,4% Баска у целој Баскији.
Верује се да је сродан грузинском језику јер у оба језика има наставка -дзе у називима места. Такође има неких речи које се исто изговарају, а имају различито значење.
Већина Баска не говори само баскијски, већ говори и језике заступљене у својој околини. Баскијски језик је једини неиндоевропски језик у западној Европи.

## Религија
Баски су већином католичке вероисповести. Баски су примили хришћанство између 4. и 5. века, па су они били можда били једни од првих Европљана који је прешао на хришћанство. Постоји и мањи број Баска протестаната, који воде порекло од породица које су прешле на протестантизам средином 16. века. У прошлости су поштовали богињу Мари, богињу плодности.
У данашње време око 85% Баска исповеда католицизам, док осталих 15% исповеда остале религије.